# Ronde van Italië 2013/Zeventiende etappe
De 17e etappe van de Ronde van Italië 2013 werd op 22 mei gereden. Het betrof een vlakke rit over 214 kilometer van Caravaggio naar Vicenza. De Italiaan Giovanni Visconti wist solo over de finish te komen en won de dagzege. Zijn landgenoot Vincenzo Nibali behield zonder problemen het roze.

## Verloop
De relatief vlakke etappe kreeg zijn ontknoping op de laatste klim van de dag. Hier sprong de Italiaan Giovanni Visconti weg en hij kreeg een voorsprong van dertig seconden. Deze voorsprong gaf hij niet meer uit handen tijdens de afdaling en de slotkilometers en de Italiaan soleerde zo naar zijn tweede overwinning in de ronde van Italië 2013. De sprint van het kleine peloton daarachter werd gewonnen door de Litouwer Ramūnas Navardauskas, die niet wist dat Visconti al over de streep gekomen was en dacht dat hij de etappe gewonnen had. Achter Navardauskas kwam de Sloveen Luka Mezgec over de streep.
De leidende positie in het algemeen klassement komt voor de Italiaan Vincenzo Nibali gedurende de vlakke zeventiende rit niet in gevaar en hij gaat na de etappe met één minuut en zesentwintig seconden voorsprong op de Australiër Cadel Evans aan de leiding. Op de derde plaats staat de Colombiaan Rigoberto Urán met een achterstand van twee minuten en zesenveertig seconden op de Italiaan. De beste Nederlander is Robert Gesink op de tiende plek met een achterstand van zeven minuten en vierentwintig seconden. Francis De Greef is op de eenentwintigste plek de beste Belg, met een achterstand van drieëntwintig minuten en twaalf seconden.
In het puntenklassement komt de Australiër weer wat dichter bij de Brit Mark Cavendish. Cavendish heeft nog slechts vier punten voorsprong. De Italiaan Stefano Pirazzi blijft onbedreigd aan de leiding in het bergklassement. Ook de Colombiaan Carlos Alberto Betancur behoudt de leiding in het jongerenklassement, vlak voor de Pool Rafał Majka. In het ploegenklassement blijft de Britse Sky ProCycling-ploeg leider.

## Uitslag
| Caravaggio - Vicenza (214 km) |                      |                           |          |
| Plaats                        | Naam                 | Ploeg                     | Tijd     |
| Winnaar                       | Giovanni Visconti    | Team Movistar             | 5u15'34" |
| 2                             | Ramūnas Navardauskas | Garmin-Sharp              | + 19"    |
| 3                             | Luka Mezgec          | Argos-Shimano             | z.t.     |
| 4                             | Filippo Pozzato      | Lampre-Merida             | z.t.     |
| 5                             | Danilo Hondo         | RadioShack-Leopard        | z.t.     |
| 6                             | Salvatore Puccio     | Sky Procycling            | z.t.     |
| 7                             | Sacha Modolo         | Bardiani Valvole-CSF Inox | z.t.     |
| 8                             | Fabio Felline        | Androni Giocattoli        | z.t.     |
| 9                             | Francisco Ventoso    | Team Movistar             | z.t.     |
| 10                            | Cadel Evans          | BMC Racing Team           | z.t.     |
|                               |                      |                           |          |
| 25                            | Robert Gesink        | Blanco Pro Cycling        | z.t.     |
| 35                            | Serge Pauwels        | Omega Pharma-Quickstep    | + 1'37"  |

## Klassementen
| Algemeen klassement |                         |                           |           |
| Plaats              | Naam                    | Ploeg                     | Tijd      |
| Roze trui           | Vincenzo Nibali         | Astana Pro Team           | 73u11'29" |
| 2                   | Cadel Evans             | BMC Racing Team           | + 1'26"   |
| 3                   | Rigoberto Urán          | Sky ProCycling            | + 2'46"   |
| 4                   | Michele Scarponi        | Lampre-Merida             | + 3'53"   |
| 5                   | Przemysław Niemiec      | Lampre-Merida             | + 4'13"   |
| 6                   | Mauro Santambrogio      | Vini Fantini-Selle Italia | + 4'57"   |
| 7                   | Carlos Alberto Betancur | AG2R-La Mondiale          | + 5'15"   |
| 8                   | Rafał Majka             | Team Saxo-Tinkoff         | + 5'20"   |
| 9                   | Benat Intxausti         | Team Movistar             | + 5'47"   |
| 10                  | Robert Gesink           | Blanco Pro Cycling        | + 7'24"   |
|                     |                         |                           |           |
| 21                  | Francis De Greef        | Lotto-Belisol             | + 23'12"  |

| Puntenklassement |                    |                           |        |
| Plaats           | Naam               | Ploeg                     | Punten |
| Rode trui        | Mark Cavendish     | Omega Pharma-Quickstep    | 113    |
| 2                | Cadel Evans        | BMC Racing Team           | 109    |
| 3                | Mauro Santambrogio | Vini Fantini-Selle Italia | 89     |
|                  |                    |                           |        |
| 41               | Pim Ligthart       | Vacansoleil-DCM           | 22     |
| 45               | Bert De Backer     | Argos-Shimano             | 20     |

| Bergklassment |                   |                           |        |
| Plaats        | Naam              | Ploeg                     | Punten |
| Blauwe trui   | Stefano Pirazzi   | Bardiani Valvole-CSF Inox | 79     |
| 2             | Giovanni Visconti | Team Movistar             | 45     |
| 3             | Jackson Rodriguez | Androni Giocattoli        | 41     |
|               |                   |                           |        |
| 14            | Willem Wauters    | Vacansoleil-DCM           | 9      |
| 16            | Pieter Weening    | Orica-GreenEdge           | 9      |

| Jongerenklassement |                         |                    |           |
| Plaats             | Naam                    | Ploeg              | Tijd      |
| Witte trui         | Carlos Alberto Betancur | AG2R-La Mondiale   | 73u16'44" |
| 2                  | Rafał Majka             | Team Saxo-Tinkoff  | + 5"      |
| 3                  | Wilco Kelderman         | Blanco Pro Cycling | + 9'49"   |
|                    |                         |                    |           |
| 10                 | Jens Keukeleire         | Orica-GreenEdge    | +1u42'46" |

| Ploegenklassement |                    |            |
| Plaats            | Ploeg              | Tijd       |
|                   | Sky ProCycling     | 219u16'11" |
| 2                 | Astana Pro Team    | + 4'27"    |
| 3                 | Blanco Pro Cycling | + 4'58"    |

## Uitvallers
- De Nieuw-Zeelander Hayden Roulston (RadioShack-Leopard) is niet gestart.

1e etappe ·
2e etappe ·
3e etappe ·
4e etappe ·
5e etappe ·
6e etappe ·
7e etappe ·
8e etappe ·
9e etappe ·
10e etappe ·
11e etappe ·
12e etappe ·
13e etappe ·
14e etappe ·
15e etappe ·
16e etappe ·
17e etappe ·
18e etappe ·
19e etappe ·
20e etappe ·
21e etappe
Startlijst · Eindstanden · Afbeeldingen